# جيسيكا روستيلاتو
جيسيكا روستيلاتو (من مواليد 23 أكتوبر 1982) سياسية إيطالية.
وُلدت روستيلاتو في كونسيلف وعاشت في كارتورا، وتخرج في المحاسبة ثم عمل كمستشار للعمالة.
في عام 2009 انضمت روستيلاتو إلى حركة النجوم الخمسة وفي عام 2013 تم انتخابها نائبة. في 26 يناير 2015 أعلنت مع ثمانية نواب آخرين وعضو مجلس الشيوخ خروجها من الحزب، ودخلت المجموعة الجديدة «البديل الحر». في 30 أبريل 2015 أعلنت انضمامها للحزب الديمقراطي.